# Henri Lebesgue

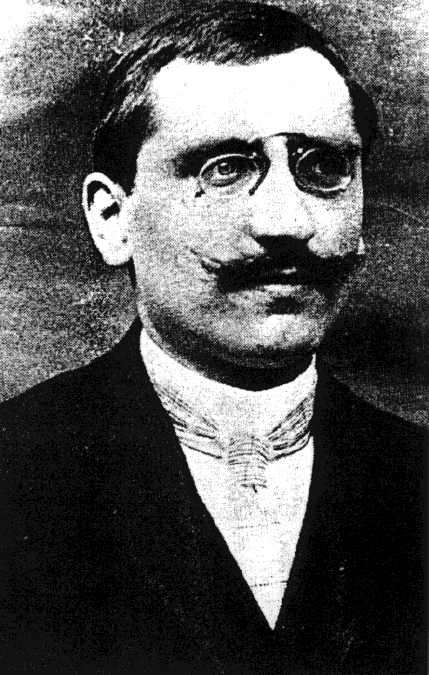
Henri Léon Lebesgue

Henri Léon Lebesgue (Beauvais, 28 de junho de 1875 — Paris, 26 de julho de 1941) foi um matemático francês.

## Vida
Estudou de 1894 a 1897 na Escola Normal Superior de Paris e foi professor no Lycée Central  de Nancy. Lá descobriu a integral que leva seu nome (Sur une généralisation de l'intégrale définie, Comptes Rendus 1901). Após o doutorado em 1902 (Intégrale, Longueur, Aire, Annali di Mathematica), foi professor em Rennes. Em 1906 obteve uma cátedra em mecânica em Poitiers. Em reconhecimento de seu trabalho ministrou neste meio tempo cursos no Collège de France, dos quais resultaram os livros Lecons sur la integration et la recherche des fonctions primitives (1904) e Lecons sur les series trigonometriques (1906). Em 1910 foi professor assistente na Sorbonne, onde obteve a cátedra em 1918. A partir de 1921 foi professor no Collège de France.
Antes de sua morte, em 1941, Lebesgue concluiu o livro Les coniques, publicado postumamente em 1942.

## Integral de Lebesgue
Lebesgue generalizou o conceito de integral, introduzindo assim o conceito de medida. Levam seu nome a medida de Lebesgue e a integral de Lebesgue. A medida de Lebesgue generaliza as medidas anteriormente usadas, como por exemplo a medida de Jordan, e tornou-se logo em seguida, juntamente com a integral de Lebesgue, em uma ferramenta padrão da análise real.
A importância das ideias de Lebesgue residem no fato de que sua teoria da integração (integral de Lebesgue) possui um série de características práticas, que faltam à integral de Riemann, por exemplo, a completude.
Diversos teoremas fundamentais neste campo foram provados por Lebesgue, como por exemplo o Teorema da convergência dominada.